# Copestylum yura
Copestylum yura är en tvåvingeart som först beskrevs av Charles Howard Curran 1930.  Copestylum yura ingår i släktet Copestylum och familjen blomflugor.
Artens utbredningsområde är Peru. Inga underarter finns listade i Catalogue of Life.